# مجلس قيادة الثورة السورية
مجلس قيادة الثورة السورية هو تحالف من 72 فصيلًا من فصائل المعارضة السورية المنخرطين في الحرب الأهلية السورية الذي شُكل في 3 أغسطس 2014 وظل ناشطًا طوال عام 2015.

## الجماعات المنتسبة
الجيش السوري الحر:
- جبهة ثوار سوريا (القطاع الجنوبي)
- هيئة دروع الثورة
- الفرقة 101 مشاة
- جبهة حق المقاتلة
- ألوية الأنصار[4]
- لواء فرسان الحق
- الفرقة 13
- صقور الغاب[1]

الجبهة الإسلامية:
- لواء الحق
- صقور الشام
- جيش الإسلام[4]
- أحرار الشام[5]
- لواء التوحيد[6]

جماعات أخرى:
- جيش المجاهدين
- الاتحاد الإسلامي لأجناد الشام
- فيلق الشام[4]
- الجبهة السورية للتحرير[1]
- جبهة الأصالة والتنمية[6]
- حركة نور الدين الزنكي
- فاستقم كما أمرت[7]
- جبهة أنصار الإسلام[8]

## جماعات منتسبة سابقاً
الجيش السوري الحر:
- حركة حزم[9]
- جبهة ثوار سوريا (القطاع الشمالي) [9]

## روابط خارجية
- قناة مجلس قيادة الثورة السورية على يوتيوب